# The Low End Theory
Albums de A Tribe Called Quest
People's Instinctive Travels and the Paths of Rhythm
(1990) Revised Quest for the Seasoned Traveller
(1992)
Singles
1. Check the Rhime
Sortie : 1991
2. Jazz (We've Got)
Sortie : 1991
3. Scenario
Sortie : 1992

The Low End Theory est le deuxième album studio du groupe A Tribe Called Quest, sorti le 24 septembre 1991.
Avec la conjugaison des talents de Q-Tip et Phife Dawg, cet album est considéré comme l'un des plus accomplis de l'histoire du hip-hop. Pourtant sorti à l'apogée du rap West Coast, The Low End Theory s'inspire davantage d'influences jazz (avec des samples) et d'artistes du rap East Coast comme Public Enemy. L'album inclut des invités comme Brand Nubian, Diamond D et L.O.N.S, groupe dont faisait partie Busta Rhymes.
L'album s'est classé 13e au Top R&B/Hip-Hop Albums et 45e au Billboard 200 et a été certifié disque de platine par la Recording Industry Association of America (RIAA) le 1er février 1995.
Le magazine Rolling Stone l'a classé 153e des « 500 plus grands albums de tous les temps ».

## Liste des titres
| No  | Titre                                                                                     | Auteur | Contient un (des) sample(s) de | Durée |
| --- | ----------------------------------------------------------------------------------------- | --- | --- | ----- |
| 1.  | Excursions                                                                                | Jonathan Davis | Time des Last Poets Tribute to Obabi des Last Poets The Soil I Tilled for You des Shades of Brown A Chant for Bu d'Art Blakey & the Jazz Messengers                                                | 3:53  |
| 2.  | Buggin' Out                                                                               | Jonathan Davis, Ali Shaheed Muhammad, Malik Taylor                                                                  | Minya's the Mooch de Jack DeJohnette Spinning Wheel de Lonnie Liston Smith Ekim de Michał Urbaniak                                                                                                 | 3:38  |
| 3.  | Rap Promoter                                                                              | Jonathan Davis, Ali Shaheed Muhammad                                                                                | Long Way Down d'Eric Mercury Keep on Doin It de New Birth Stand de Sly and the Family Stone | 2:13  |
| 4.  | Butter                                                                                    | Jonathan Davis, Ali Shaheed Muhammad, Malik Taylor                                                                  | Turned on to You des Eighties Ladies I Like Everything About You de Chuck Jackson Gentle Smiles de Gary Bartz Young and Fine de Weather Report                                                     | 3:39  |
| 5.  | Verses from the Abstract (featuring Vinia Mojica)                                         | Jonathan Davis | Star of the Story de Heatwave Upon This Rock de Joe Farrell | 3:59  |
| 6.  | Show Business (featuring Diamond D, Lord Jamar et Sadat X)                                | Skeff Anselm, Jonathan Davis, Lorenzo Dechalus, Joseph Kirkland, Ali Shaheed Muhammad, Derrick Murphy, Malik Taylor | Funky President de James Brown Wicky-Wacky de Fatback Band Midnight Cowboy de Martin Denny Midnight Cowboy de Ferrante & Teicher Mandamentos Black de Gerson King Combo                            | 3:53  |
| 7.  | Vibes and Stuff                                                                           | Jonathan Davis, Malik Taylor                                                                                        | Down Here on the Ground de Grant Green | 4:18  |
| 8.  | The Infamous Date Rape                                                                    | Jonathan Davis, Ali Shaheed Muhammad, Malik Taylor                                                                  | It It Him or Me? de Jackie Jackson The Steam Drill de Cannonball Adderley North Carolina de Les McCann                                                                                             | 2:54  |
| 9.  | Check the Rhime                                                                           | Jonathan Davis, Ali Shaheed Muhammad, Malik Taylor                                                                  | Love Your Life d'Average White Band Baby, This Love I Have de Minnie Riperton Hydra de Grover Washington, Jr. Fly Like an Eagle de Steve Miller Band                                               | 3:36  |
| 10. | Everything Is Fair                                                                        | Skeff Anselm, Jonathan Davis, Ali Shaheed Muhammad                                                                  | Hot Pants (I'm Coming, I'm Coming, I'm Coming) de Bobby Byrd Let's Take It to the People de Funkadelic Ain't No Sunshine du Harlem Underground Band Ain't No Sunshine de Willis Jackson            | 2:59  |
| 11. | Jazz (We've Got)                                                                          | Jonathan Davis, Ali Shaheed Muhammad, Malik Taylor                                                                  | Don't Change Your Love des Five Stairsteps Sing a Simple Song de Sly and the Family Stone Red Clay de Freddie Hubbard Green Dolphin' Street de Lucky Thompson Long Red de Mountain                 | 4:09  |
| 12. | Skypager                                                                                  | Jonathan Davis, Ali Shaheed Muhammad, Malik Taylor                                                                  | 17 West d'Eric Dolphy Advice de Sly and the Family Stone | 2:13  |
| 13. | What?                                                                                     | Jonathan Davis | Uncle Willie's Dream de Paul Humphrey & the Cool Aid Chemists | 2:29  |
| 14. | Scenario (featuring Busta Rhymes, Charlie Brown et Dinco D des Leaders of the New School) | Jonathan Davis, Bryan Higgins, James Jackson, Ali Shaheed Muhammad, Trevor Smith, Malik Taylor                      | So What de Miles Davis Blind Alley d'Emotions Give It Up de Kool & The Gang Soul Vibrations de Kool & The Gang Ecstasy de Ohio Players Oblighetto de Jack McDuff Little Miss Lover de Jimi Hendrix | 4:10  |

### Classements hebdomadaires
| Classement (1991)                   | Meilleure place |
| ----------------------------------- | --------------- |
| États-Unis (Billboard 200)          | 45              |
| États-Unis (Top R&B/Hip-Hop Albums) | 13              |
| Royaume-Uni (UK Albums Chart)       | 58              |

| Classement (2024-2025)   | Meilleure place |
| ------------------------ | --------------- |
| Écosse (OCC)             | 20              |
| Royaume-Uni (R&B Albums) | 1               |